# Magnolia elegantifolia
Magnolia elegantifolia este o specie de plante din genul Magnolia, familia Magnoliaceae, descrisă de Hans Peter Nooteboom. Conform Catalogue of Life specia Magnolia elegantifolia nu are subspecii cunoscute.